# Georg Gänswein

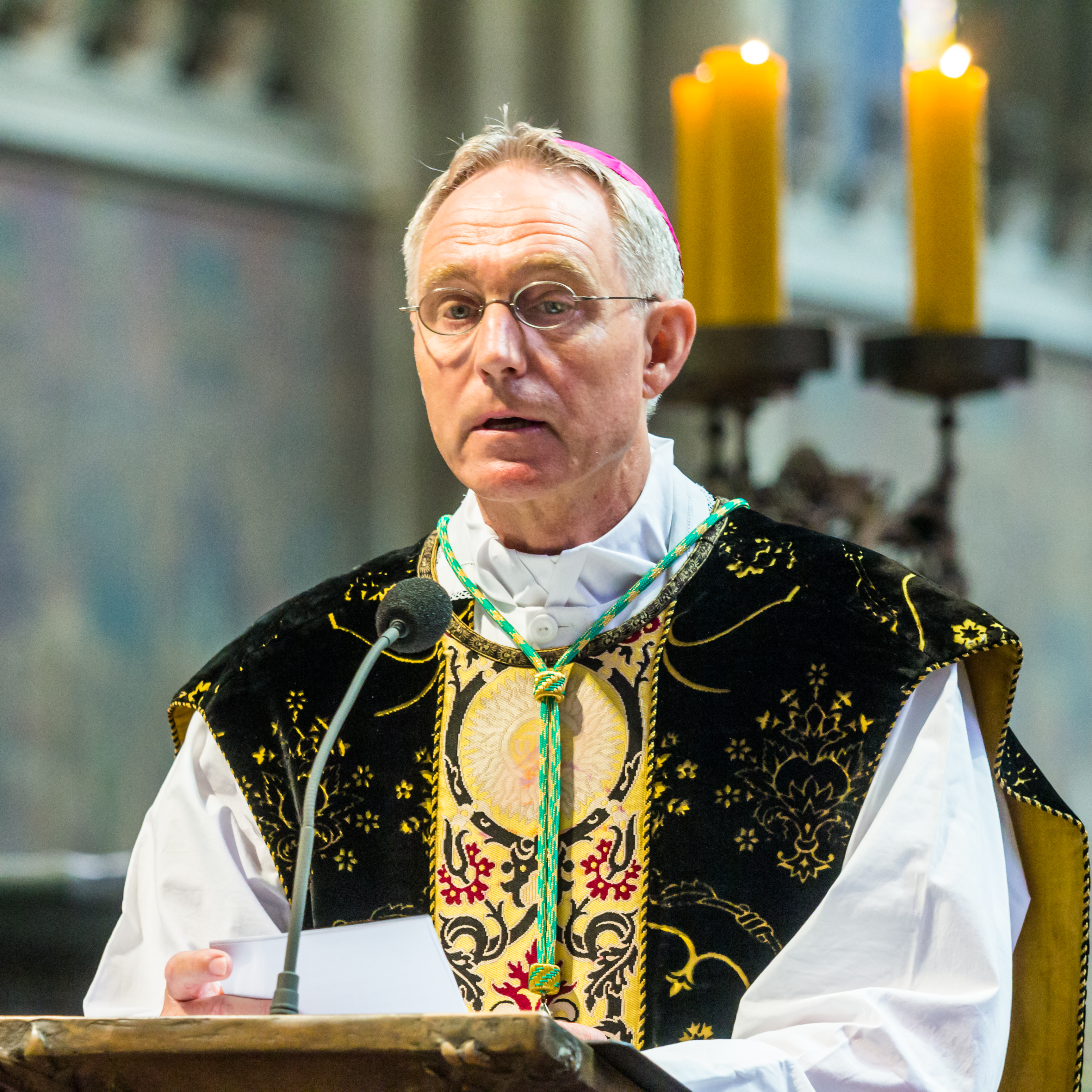
Erzbischof Georg Gänswein beim Pontifikalrequiem für Joachim Kardinal Meisner im Kölner Dom (2017)

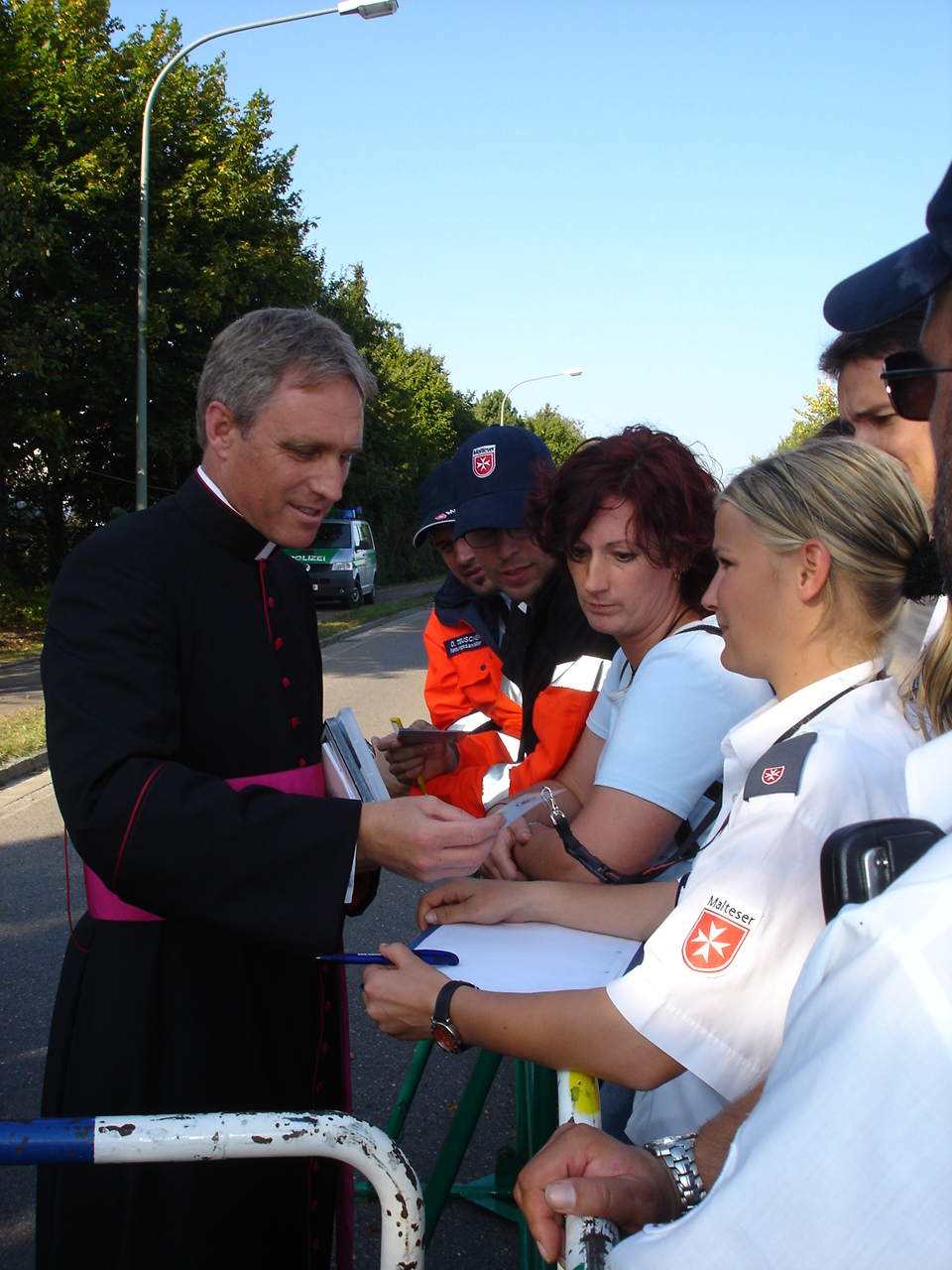
Georg Gänswein im Gespräch mit einer Malteserhelferin (2006)

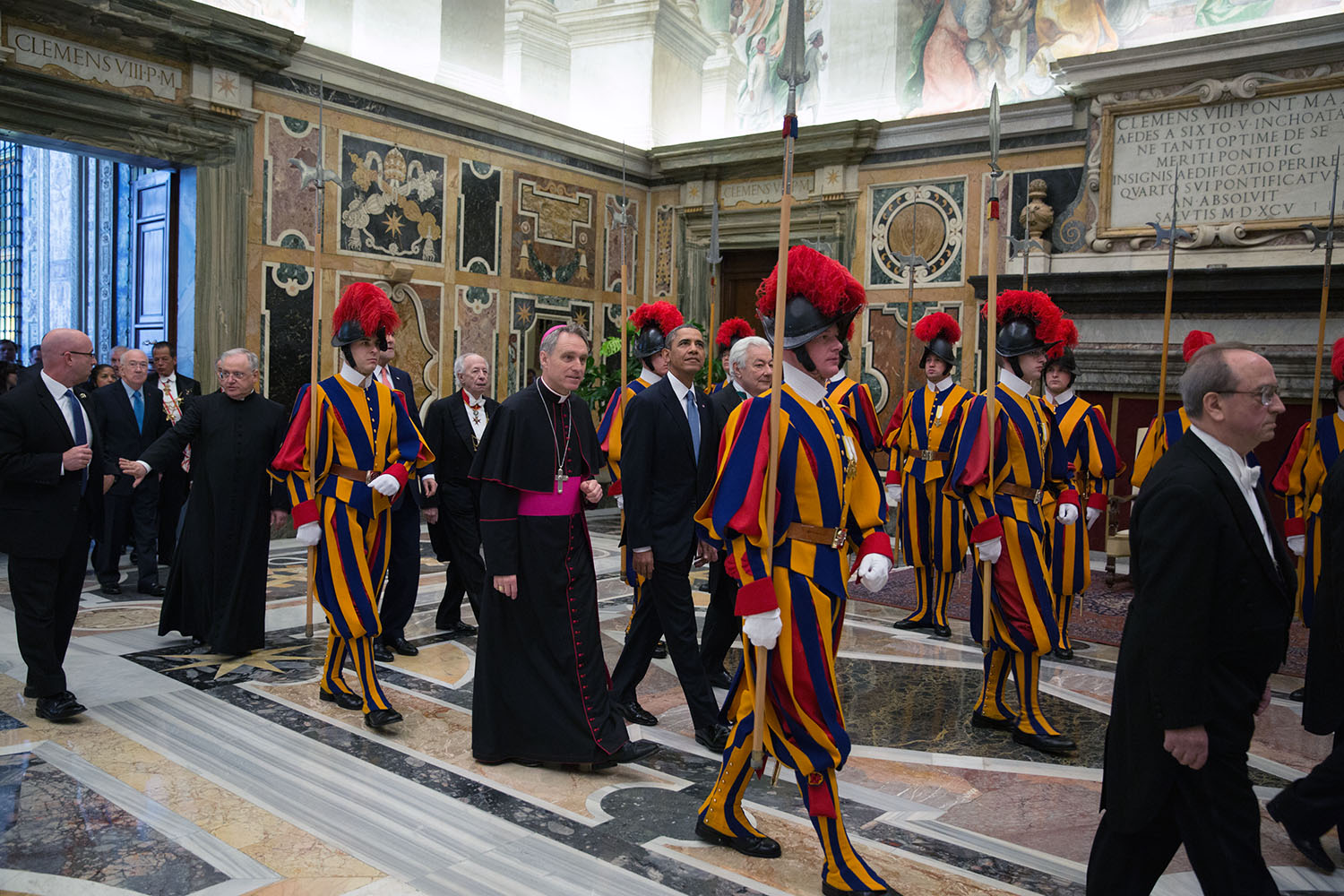
Erzbischof Gänswein und Barack Obama 2014 im Vatikan

Georg Gänswein (* 30. Juli 1956 in Riedern am Wald) ist ein deutscher römisch-katholischer Geistlicher, Diplomat des Heiligen Stuhles und Titularerzbischof.
Kardinal Ratzinger, der spätere Papst Benedikt XVI., berief ihn 2003 zu seinem Privatsekretär. Gänswein blieb dies auch nach Benedikts Emeritierung 2013 bis zu dessen Tod am 31. Dezember 2022. Nach knapp einem Jahr ohne feste Aufgabe in seinem Heimatbistum Freiburg wurde er am 24. Juni 2024 zum Apostolischen Nuntius in Litauen, Estland und Lettland ernannt. Seit dem 6. September 2024 ist er in diesem Amt tätig.

## Werdegang
Georg Gänswein wuchs als ältester Sohn von Albert und Gertrud Gänswein mit zwei Brüdern und zwei Schwestern in Riedern am Wald im Südschwarzwald auf. Der Vater führte in siebter Generation eine Schmiede sowie später einen Landmaschinenhandel und war in der Kommunalpolitik aktiv. Gänsweins Mutter war Hausfrau. 1976 absolvierte Georg Gänswein am Wirtschaftsgymnasium in Waldshut das Abitur. Anschließend trat er in das Collegium Borromaeum ein und studierte von 1976 bis 1979 an der Universität Freiburg sowie von 1979 bis 1980 an der Päpstlichen Universität Gregoriana in Rom Katholische Theologie und Philosophie.
Georg Gänswein erwog zunächst einen Eintritt in den Kartäuserorden. Er wurde am 19. Dezember 1982 vom Freiburger Erzbischof Oskar Saier zum Diakon geweiht, in den Klerus des Erzbistums Freiburg inkardiniert und war 1983 als Diakon in der Pfarrei St. Marien Neckarelz-Diedesheim tätig. Er empfing am 31. Mai 1984 wiederum von Erzbischof Saier die Priesterweihe und feierte seine Primiz am 3. Juni 1984 in der Pfarrkirche St. Leodegar in Riedern am Wald. Anschließend war er zwei Jahre Kaplan in Oberkirch (Baden).
Im Oktober 1986 wurde er für ein Aufbaustudium im Fach Kirchenrecht an der Universität München freigestellt. Ab 1988 war Gänswein Wissenschaftlicher Assistent von Winfried Aymans und nach dem Abschluss des kanonistischen Studiums mit dem Lizenziat ab 1989 zudem Richter am Erzbischöflichen Konsistorium und Metropolitangericht des Erzbistums München und Freising. Als Subsidiar an St. Peter in München war er auch seelsorgerisch tätig. 1991 reichte er seine von Winfried Aymans als Doktorvater betreute Dissertation ein (Titel: Kirchengliedschaft gemäß dem Zweiten Vatikanischen Konzil. Zur Vorgeschichte, Erarbeitung und Interpretation der konziliaren Lehraussagen über die Zugehörigkeit zur Kirche). Er wurde nach dem Rigorosum 1993 summa cum laude zum Dr. iur. can. promoviert. 1995 habilitierte er mit einer Arbeit mit dem Titel: „Kirchengliedschaft: vom Zweiten Vatikanischen Konzil zum Codex iuris canonici; die Rezeption der konziliaren Aussagen über die Kirchenzugehörigkeit in das nachkonziliare Gesetzbuch der lateinischen Kirche“.

## Tätigkeit beim Heiligen Stuhl
1994 ernannte Erzbischof Saier ihn zum Dompräbendar (Domvikar) am Freiburger Münster und zu seinem persönlichen Referenten. 1995 berief der damalige Kardinalpräfekt Antonio María Javierre Ortas ihn zum Mitarbeiter der Kongregation für den Gottesdienst und die Sakramentenordnung. 1996 wechselte er auf Wunsch des damaligen Präfekten Joseph Kardinal Ratzinger in die Kongregation für die Glaubenslehre. Gänswein nahm außerdem einen Lehrauftrag für Kanonisches Recht an der Päpstlichen Universität vom Heiligen Kreuz in Rom wahr.
Im Jahr 2000 verlieh Papst Johannes Paul II. ihm den Ehrentitel Kaplan Seiner Heiligkeit (Monsignore). 2003 wurde er Privatsekretär von Kardinal Ratzinger und löste in dieser Funktion Josef Clemens ab. Laut Gänswein führte das bei Clemens zu einer „gewissen Missgunst“. Gänswein begleitete Kardinaldekan Ratzinger beim Konklave 2005. Nach der Wahl Ratzingers zum Papst am 19. April 2005 blieb Gänswein dessen Privatsekretär. Am 28. Januar 2006 wurde ihm von Papst Benedikt XVI. der Titel Ehrenprälat Seiner Heiligkeit verliehen.
Am 7. Dezember 2012 ernannte ihn Benedikt XVI. zum Titularerzbischof von Urbs Salvia und zum Präfekten der Präfektur des Päpstlichen Hauses. Die Bischofsweihe spendete ihm Benedikt XVI. am 6. Januar 2013 im Petersdom; Mitkonsekratoren waren Kardinalstaatssekretär Tarcisio Bertone SDB und Zenon Kardinal Grocholewski. Zu diesem Anlass gab sich Gänswein den Wahlspruch Testimonium perhibere veritati („Für die Wahrheit Zeugnis ablegen“; Joh 18,37 ).
Auch nach dem Amtsverzicht Benedikts XVI. am 28. Februar 2013 blieb Gänswein zunächst Präfekt des Päpstlichen Haushaltes. In diesem Amt bestätigte Papst Franziskus ihn am 31. August 2013. Er war zudem weiterhin Privatsekretär Benedikts XVI. und wohnte mit diesem in Wohngemeinschaft in einem Trakt des Klosters Mater Ecclesiae in den Vatikanischen Gärten. Papst Franziskus beurlaubte ihn im Februar 2020 als Präfekten des Päpstlichen Haushalts. (Offiziell schied er aus diesem Amt 2023 aus.) Hintergrund dafür könnten Umstände um die Präsentation eines Buches von Kardinal Robert Sarah über den Zölibat gewesen sein, in dem ein Aufsatz Benedikts XVI. abgedruckt ist und als dessen Mitherausgeber der emeritierte Papst bei der Präsentation fälschlicherweise dargestellt wurde.
In dem 2024 erschienenen Interviewbuch El Sucesor des spanischen Vatikan-Korrespondenten Javier Martínez-Brocal kritisierte Papst Franziskus, Gänswein habe Benedikt XVI. in dessen letzten Lebensjahren instrumentalisiert, von der Außenwelt abgeschottet und versucht, ihn gegen Franziskus in Stellung zu bringen. Ferner kritisiert er die Umstände des Erscheinens von Gänsweins Erinnerungsbuch. Der Erscheinungszeitpunkt am Tag des Begräbnisses von Papst Benedikt XVI. Anfang 2023 sei ein „Mangel an Anstand und an Menschlichkeit“ gewesen.

## Nach dem Tod Benedikts XVI.

### Mediale Wirkung
Papst Benedikt XVI. starb am 31. Dezember 2022 im Kloster Mater Ecclesiae im Vatikan. Noch vor der Beisetzung kündigte der italienische Verlag Piemme die Veröffentlichung eines von Gänswein mit dem Vatikan-Journalisten Saverio Gaeta verfassten Buches zum 12. Januar an, das unter dem Titel Nient’altro che la verità. La mia vita al fianco di Benedetto XVI „die Wahrheit über die eklatanten Verleumdungen und obskuren Manöver“ offenlegen werde, die vergeblich versucht hätten, „einen Schatten auf das Lehramt und die Handlungen des deutschen Papstes zu werfen“. Der Spiegel schrieb, Gänswein berichte auch von Zerwürfnissen und Kränkungen hinter den Kulissen des Vatikans. Im März 2023 erschien das Buch auch auf Deutsch (Titel: Nichts als die Wahrheit. Mein Leben mit Benedikt XVI.). Es stand auf Platz eins der „Spiegel“-Bestsellerliste.
Nach Benedikts Tod gab Gänswein zahlreiche Interviews, in denen er die Bedeutung Benedikts XVI. betonte und Einblicke in dessen Gefühls- und Gedankenwelt gab. Er machte Benedikts letzte Worte öffentlich und sagte, er halte eine schnelle Seligsprechung für möglich. Nach seiner Beurlaubung als Präfekt des Päpstlichen Hauses durch Papst Franziskus im Februar 2020 sei er „schockiert und sprachlos“ gewesen, so Gänswein in seinem Buch; auch der emeritierte Papst Benedikt habe Papst Franziskus nicht umstimmen können.
Zahlreiche zum Teil ranghohe Kirchenvertreter kritisierten die Medienoffensive Gänsweins und warfen ihm vor, den Tod Benedikts für seine Zwecke auszunutzen und das Buch über seine Jahre im Dienst von Joseph Ratzinger und Mitteilungen über die Spannungen mit Papst Franziskus bereits in den Tagen um den Tod Benedikts zu bewerben. Der Vorsitzende der US-Bischofskonferenz, Bischof Timothy Broglio, vertrat den Standpunkt, dass Gänswein seine Kritik an Papst Franziskus diesem persönlich hätte mitteilen müssen, anstatt die Massenmedien über seinen persönlichen Ärger über Franziskus zu informieren. Im Vatikan wird kritisiert, dass Gänswein die letzten Worte Benedikts in der Welt verbreitet habe. Gänsweins öffentlicher Kuss auf den Sarg Benedikts auf dem Petersplatz sei eine unangemessene plakative Geste gewesen. Der deutsche Kurienkardinal Walter Kasper äußerte in einem Interview Kritik an Gänswein: „Es wäre besser gewesen zu schweigen. Jetzt ist nicht die Zeit für solche Dinge.“ Kardinal Christoph Schönborn, Erzbischof von Wien, nannte es eine „ungehörige Indiskretion“, dass „so vertrauliche Dinge veröffentlicht werden, zumal vom persönlichen Sekretär“.
Papst Franziskus empfing Georg Gänswein am 9. Januar 2023 in einer Audienz, bei der es nach Einschätzung des Kölner Domradios um die berufliche Zukunft Gänsweins gegangen sein könnte. Der Vatikan machte keine Mitteilung über den Inhalt des Gesprächs. Nach dem Gespräch äußerte sich Gänswein nicht mehr öffentlich. Die italienische Zeitung Libero schrieb unter Berufung auf anonyme Quellen, dass es in dem Gespräch um das Erbe Benedikts gegangen sei; Franziskus habe Gänswein gegenüber geäußert, die Verfügungsgewalt über den Nachlass eines verstorbenen Papstes komme dem Heiligen Stuhl zu. Bezogen auf Abschnitte aus Gänsweins Buch zum Konklave, in dem Kardinal Ratzinger zum Papst gewählt wurde, habe Papst Franziskus auf die strengen Geheimhaltungsregeln der Konklaveordnung verwiesen, die Strafen bis hin zur Exkommunikation vorsehen; der Papst habe dabei die Möglichkeit einer kanonischen Untersuchung angedeutet, wenn Gänswein nicht schweige.
Nachdem Gänswein den Nachlass des verstorbenen Papstes geregelt hatte, berichteten Medien im März 2023 über eine möglicherweise bevorstehende Ernennung Gänsweins zum Apostolischen Nuntius in Costa Rica. Am 15. Juni 2023 veröffentlichte das Presseamt des Heiligen Stuhls unter Verweis auf das Ende von Gänsweins Tätigkeit als Präfekt des Päpstlichen Haushalts zum 28. Februar 2023 die Weisung des Papstes, Gänswein solle vorläufig in sein Heimatbistum Freiburg zurückkehren.
Nur wenige Tage nach der Wahl von Papst Leo XIV. als Nachfolger des verstorbenen Papstes Franziskus erklärte Gänswein in einem Interview mit der Tageszeitung Corriere della Sera, er begrüße die Wahl des neuen Papstes und nehme eine „weit verbreitete Erleichterung“ wahr, denn nun gehe eine „Phase der Willkürlichkeit“ zu Ende; die mitunter konfuse Vergangenheit müsse überwunden werden. Gänswein distanzierte sich vom Umgang von Papst Franziskus mit der Römischen Kurie und sagte, indem er auf eine abfällige Äußerung von Franziskus über den vatikanischen Apparat Bezug nahm: „Man kann nicht alleine regieren und den eigenen Institutionen misstrauen.“ Man könne nun auf einen Papst zählen, der „in der Lage ist, Stabilität zu garantieren und sich auf die existierenden Strukturen zu verlassen, ohne sie auf den Kopf zu stellen und sie zu erschüttern“.

### Apostolischer Nuntius im Baltikum
Am 24. Juni 2024 wurde Gänswein von Papst Franziskus zum Apostolischen Nuntius in Litauen, Estland und Lettland mit Dienstsitz in Vilnius ernannt. Er tritt damit die Nachfolge von Erzbischof Petar Rajič an, der im März 2024 zum Nuntius für Italien und San Marino ernannt worden war. 
Am 6. September 2024 übergab er das Beglaubigungsschreiben an den Präsidenten von Litauen Gitanas Nausėda.

## Wappen

Erzbischofswappen während des Pontifikats Benedikts XVI. (2012–2013)

Erzbischofswappen während des Pontifikats Franzikus'

Erzbischofswappen (seit 2023)

Wie andere Präfekten des Päpstlichen Hauses vor ihm führte Gänswein bis zu seiner Absetzung das päpstliche Wappen in seinem bischöflichen Wappen. Beschreibung: Der Schild ist gespalten, heraldisch rechts das Wappen des Papstes (bis 2013 das Wappen von Benedikt XVI., danach das Wappen von Franziskus), dazu als persönliche Symbole Gänsweins heraldisch links in Blau ein goldener Sankt-Georgs-Drache, senkrecht durchbohrt von einer silbernen Lanze und überhöht von einem silbernen siebenzackigen Stern. Über dem Schild ein Patriarchenkreuz, umrahmt von einem grünen Galero eines Erzbischofs mit 20 Quasten. Sein persönliches Wappen mit dem Drachen behielt Gänswein auch nach dem Ausscheiden aus dem päpstlichen Dienst, das Papstwappen führt er aber (auch als Nuntius) nicht mehr. Dazu enthalten seine Wappen – als beigefügte Devise – den bischöflichen Wahlspruch: Testimonium perhibere veritati. („Für die Wahrheit Zeugnis ablegen“; Johannes 18,37 ).

## Ehrungen und Auszeichnungen
- 2005: Großoffizier des Verdienstordens der Italienischen Republik[35]
- 2007: Verdienstkreuz 1. Klasse des Verdienstordens der Bundesrepublik Deutschland
- 2007: Ehren-Konventualkaplan des Malteserordens
- 2009: Großes Goldenes Ehrenzeichen für Verdienste um die Republik Österreich[36]
- 2010: Großoffizier des portugiesischen Christusordens
- 2011: Ehrendoktorwürde der Ausländeruniversität Perugia[37]
- 2012: Ehrenbürger von Ühlingen-Birkendorf[38]
- 2012: Preis „Testimoni di Santità“ (Zeugen der Heiligkeit) der Vereinigung „Tu es Petrus“ (Du bist Petrus)[39]
- 2013: Ernennung zum Ehrendomherrn in Freiburg[40]
- 2015: Komtur des Sterns von Rumänien
- 2015: Bayerischer Verdienstorden[41]
- 2015: Großkreuz des Verdienstordens der Italienischen Republik[35]
- 2019: Ehrenmitglied der Josefsfreunde[42]

## Veröffentlichungen
- Kirchengliedschaft: vom Zweiten Vatikanischen Konzil zum Codex iuris canonici. Die Rezeption der konziliaren Aussagen über die Kirchenzugehörigkeit in das nachkonziliare Gesetzbuch der lateinischen Kirche. EOS-Verlag, Sankt Ottilien 1996, ISBN 3-88096-923-X (Dissertation).
- mit Christine Schröpf: Warum trägt der Papst rote Schuhe? Kinderfragen an Benedikt XVI. Benno, Leipzig 2007, ISBN 978-3-7462-2176-2.
- mit Martin Lohmann (Hrsg.): Katholisch – Wissen aus erster Hand. CMZ-Verlag Winrich C.-W. Clasen, Rheinbach 2010, ISBN 978-3-87062-116-2.
- (Hrsg.): Benedikt XVI. Urbi et Orbi – Mit dem Papst unterwegs in Rom und der Welt. Herder, Freiburg 2010, ISBN 978-3-451-32505-2.
- How the Catholic Church Can Restore Our Culture. EWTN Publishing, Irondale Alabama 2019, ISBN 978-1-68278-218-7.
- Vom Nine-Eleven unseres Glaubens. Fe-Medienverlag, Kißlegg 2019, ISBN 978-3-86357-244-0.
- Kreuzweg: Meditationen mit Illustrationen von Auguste Moede-Jansen. Fe-Medienverlag, Kißlegg 2020, ISBN 978-3-86357-257-0.
- Nient’altro che la verità: La mia vita al fianco di Benedetto XVI. Mit Saverio Gaeta. Piemme, Mailand 2023, ISBN 978-88-566-9039-2.[43]
- Nichts als die Wahrheit: Mein Leben mit Benedikt XVI. Übers. Gabriele Stein, Stefanie Römer, Friederike Hausmann und Katja Issing. Herder, Freiburg 2023, ISBN 978-3-451-39603-8.